# Кованько, Наталья Ивановна
Наталья Ивановна Кованько (Фастович) (13 сентября 1899, Ялта, Таврическая губерния, Российская империя — 23 мая 1967, Киев, УССР, СССР) — российская актриса немого кино.

## Биография
Родилась в Ялте 13 сентября (по другим данным 9 ноября) 1899 года. Сестра Бориса Фастовича.
Впервые снялась в кино в 1918 году.
Была женой режиссёра Виктора Туржанского, вместе с которым (и другими сотрудниками кинопредприятия «Товарищество И. Ермольева») в 1919 году на греческом товарном судне «Пантера» эмигрировали во Францию и обосновались в Париже. Здесь присоединились к предприятию И. Н. Ермольева. В 1926 году уехали в Голливуд.
После развода с мужем в 1935 году вернулась в Советскую Россию.
Умерла 23 мая 1967 года в Киеве. По другим данным — 21 июля 1974 года в Париже.

## Фильмография
- 1917 — Заколдованный круг — Зоя, невеста Жоржа
- 1917 — Иди за мной — Мария
- 1917 — Козы… козочки… козлы…
- 1917 — Приключения Стецюры
- 1917 — Так было, но так не будет — Мура, дочь Сурина
- 1918 — Бал Господень — Недда
- 1918 — Болотные миражи — Лия, дочь Гольдберга
- 1918 — Звезда Олимпии
- 1918 — Искатели жемчуга — Тата, дочь Мариэтты
- 1918—1919 — Вы просите песен — их нет у меня
- 1919 — Грех и искупление — Юлия
- 1919 — Оброненная мечта — Ната, дочь купца
- 1920 — Денщик (фр. L'Ordonnance, Франция)
- 1921 — Сказки 1000 и одной ночи (фр. La Contes des mille et une nuit, Франция)
- 1922 — Жан д’Агрев (фр. Jean d'Agreve, Франция)
- 1922 — Ночь карнавала (фр. Nuit de Carnaval, Франция)
- 1922 — Пятнадцатый прелюд Шопена (фр. La Quinzieme Prelude de Chopin, Франция)
- 1923 — Песнь торжествующей любви (фр. Le Chant de l’amour triumphant, Франция)
- 1924 — Женщина в маске (фр. La Dame masquée, Франция)
- 1924 — Очарованный принц (фр. Le Prince charmante, Франция)
- 1926 — Мишель Строгов (фр. Michel Strogoff, Германия/Франция) — Надя
- 1934 — Волга в пламени (фр. Volga en flammes, Франция/Чехословакия) — Ольга